# Antoine Alexandre de Cosson
Pour les articles homonymes, voir Cosson (homonymie).
Antoine Alexandre de Cosson , né le 9 novembre 1766 à Lansac (Gironde) ou Mombrier, mort le 9 janvier 1839 à Paris, est un général français de la Révolution et de l’Empire.

## Biographie
Antoine Alexandre de Cosson entre au service le 12 juillet 1784 en qualité de sous-lieutenant sans appointements dans le régiment Royal-Auvergne-Infanterie (18e régiment de la même arme en 1791), passe titulaire le 24 septembre 1785, adjudant-major le 1er mars 1791, lieutenant le 15 septembre, et capitaine le 21 février 1792.
De 1792 à l'an III, il sert aux armées du Nord et des Pyrénées-Orientales, devient le 11 juin 1793, aide de camp du général Flers, commandant en chef l'armée des Pyrénées-Orientales, obtient le grade d'adjudant-général chef de bataillon à l'état-major général le 10 septembre, et celui d'adjudant-général chef de brigade le 15 ventôse an II.
Employé successivement dans les 10e, 3e et 4e divisions territoriales depuis le mois de fructidor de l'an III, il est mis en non-activité le 1er vendémiaire an X, et reçoit un nouvel ordre de service pour la 3e division territoriale le 17 fructidor de la même année.
Nommé le 16 brumaire an XII adjudant-commandant chef de l'état-major du camp de Saint-Omer, membre et officier de la Légion d'honneur les 15 pluviôse et 25 prairial suivant, il fait les campagnes de l'an XIV à 1807 en Autriche (1805), en Prusse (1806) et en Pologne (1807), est nommé commandant de la Légion d'honneur le 11 juillet 1807, baron de l'Empire et général de brigade le 22 octobre 1808.
Attaché au corps d'observation de l'armée du Rhin le 6 mars 1809, il reçoit à la bataille de Wagram un coup de feu à la cuisse gauche, et rentre en France le 28 août pour y guérir de sa blessure.
Appelé le 31 octobre de la même année au commandement d'une subdivision de la 3e division militaire, il part le 23 juillet 1812 pour la Grande Armée en Russie (1812).
Admis à la retraite le 2 janvier 1813, et rappelé à l'activité en qualité de commandant supérieur de la place de Belfort le 3 juin 1815, il reprend sa position de retraite et se retire à Paris, où il meurt le 9 janvier 1839.

## Décorations
- Légion d'honneur :
  - Légionnaire le 15 pluviôse an XII (5 février 1804), puis,
  - Officier de la Légion d'honneur le 25 prairial an XII (14 juin 1804), puis,
  - Commandant de la Légion d'honneur le 11 juillet 1807.

## Armoiries
| Figure | Blasonnement |
|        | Armes du baron de Cosson et de l'Empire (décret du 19 mars 1808, lettres patentes du 11 août 1808 (Nantes)). D'or au lion rampant de gueules, accompagné de deux étoiles d'azur; quartier des barons militaires. Livrées : bleu, rouge, jaune. |